# Myrmecophila grandiflora
Myrmecophila grandiflora là một loài thực vật có hoa trong họ Lan. Loài này được (Lindl.) Carnevali & J.L.Tapia & I.Ramírez mô tả khoa học đầu tiên năm 2001.

## Hình ảnh

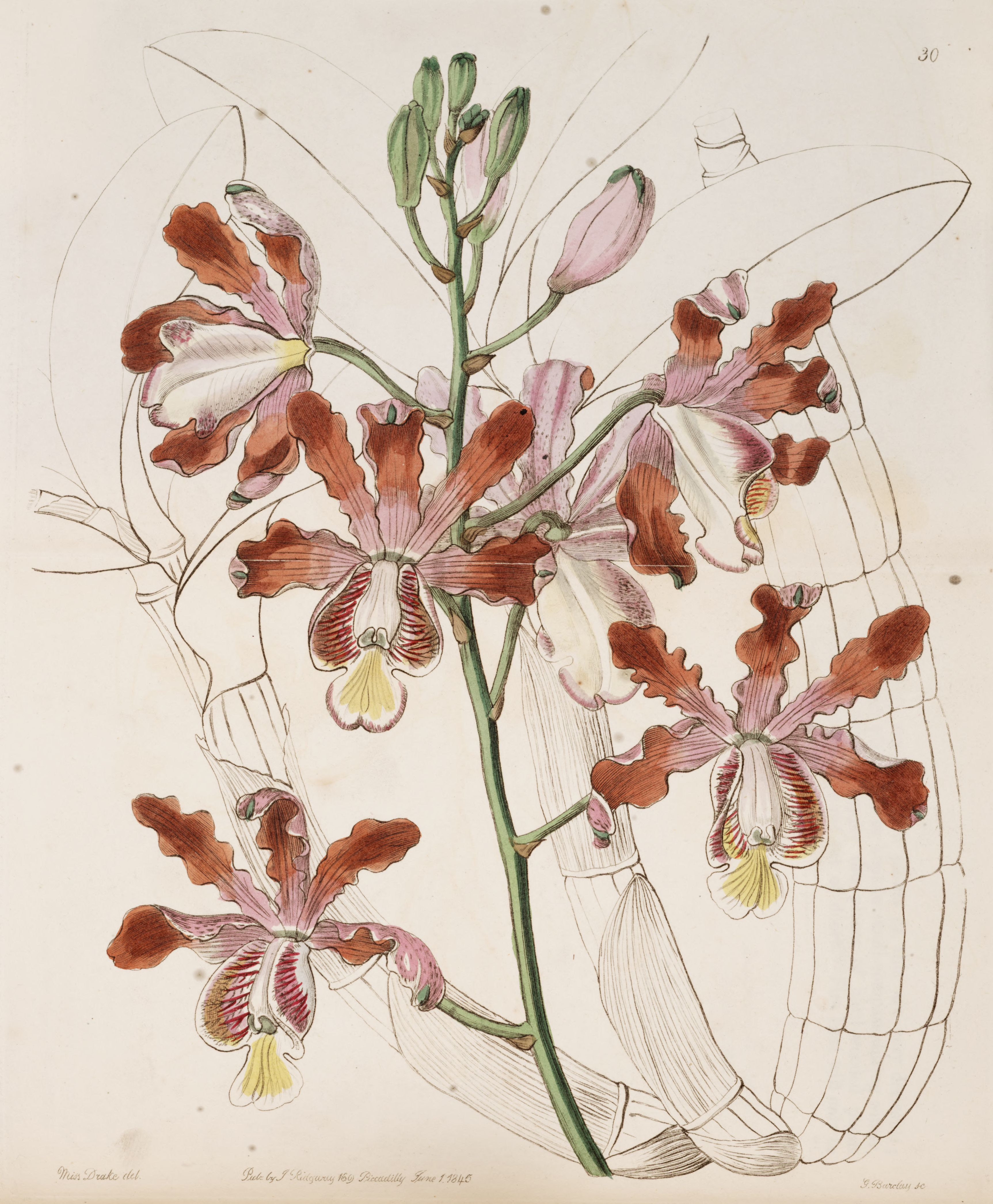